# (27765) Brockhaus
(27765) Brockhaus – planetoida z grupy pasa głównego asteroid okrążająca Słońce w ciągu 3,45 lat w średniej odległości 2,28 j.a. Została odkryta 10 września 1991 roku w Obserwatorium Karla Schwarzschilda w Tautenburgu przez Freimuta Börngena. Nazwa planetoidy pochodzi od Friedricha Arnolda Brockhausa, niemieckiego wydawcy i księgarza. Przed jej nadaniem planetoida nosiła oznaczenie tymczasowe (27765) 1991 RJ41.